# アストンマーティン・V12ザガート
アストンマーティン・V12ザガート (Aston Martin V12 Zagato) はアストンマーティンが製造していた限定生産のスポーツカーである。

## 概要
V12ザガートは2011年にイタリアで開催されたヴィラ・デステ・コンクールで発表された。アストンマーティンとザガートがコラボしたDB4GT ザガートの生誕50周年を記念したモデルであり、、V12ヴァンテージをベースに製造された。2011年にコンセプトモデルが発表され、レース仕様車が同年6月のニュルブルクリンク24時間レースに参戦。2012年のジュネーブモーターショーで市販モデルが発表された。2014年には東京都内のホテルで日本初公開された。
パワートレインはV12ヴァンテージのものを搭載し、ザガートがデザインしたボディが組み合わされる。
大口径のフロントグリルや、ボディーサイドの大きなエアアウトレット、ダブルバブルルーフ、リアウイング、赤いステッチに彩られたバケットシートなどが特徴。手作業で仕立てられるボディはOne-77で培われた軽量化が図られ、ボンネット、ルーフ、ドアはアルミニウム製、前後のフェンダー、トランクリッドにはカーボンコンポジット素材が使用される。
150台限定で生産され、価格は33万ポンド(約4050万円)。

## ギャラリー

2011 Aston Martin V12 Corsa Zagato
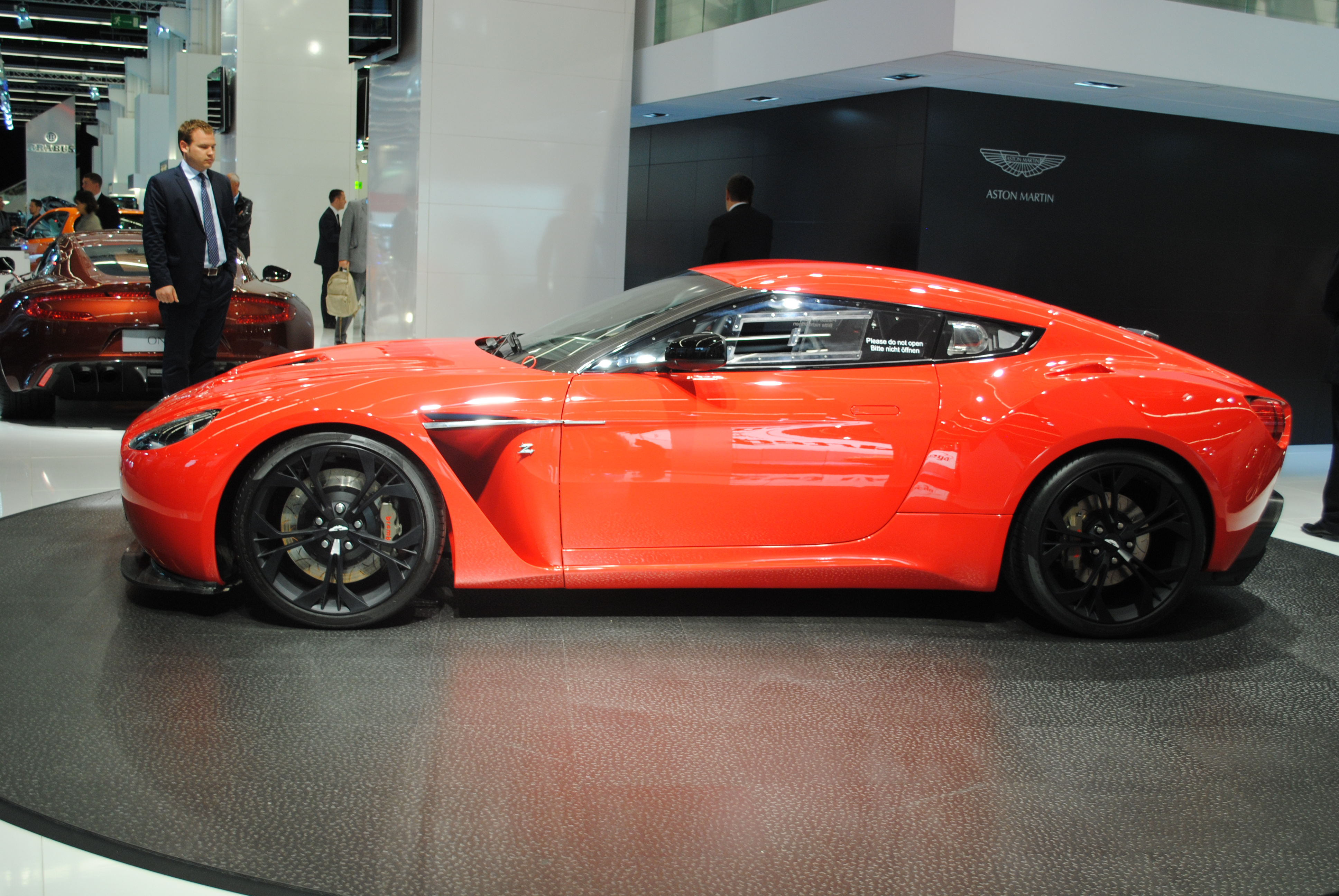
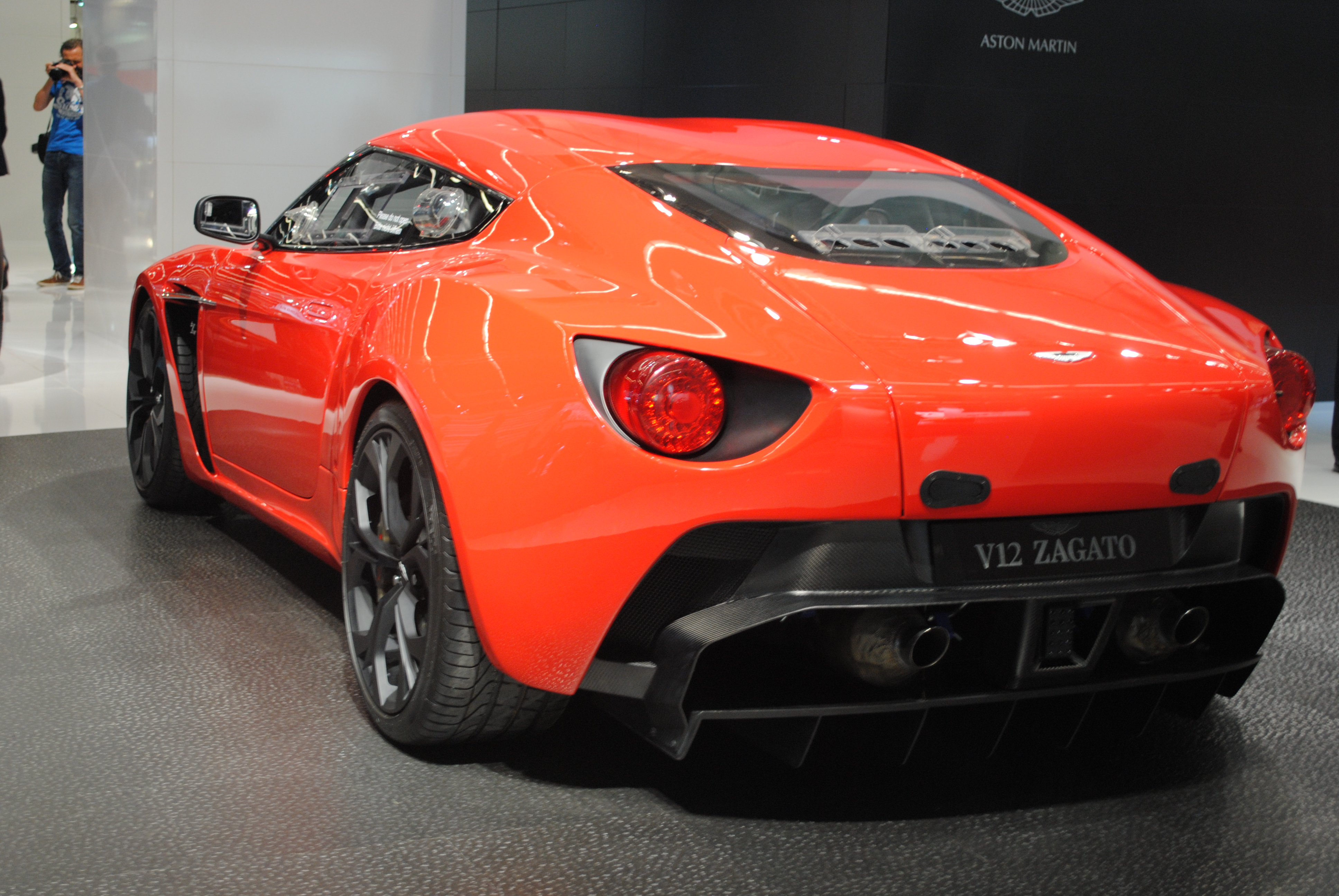
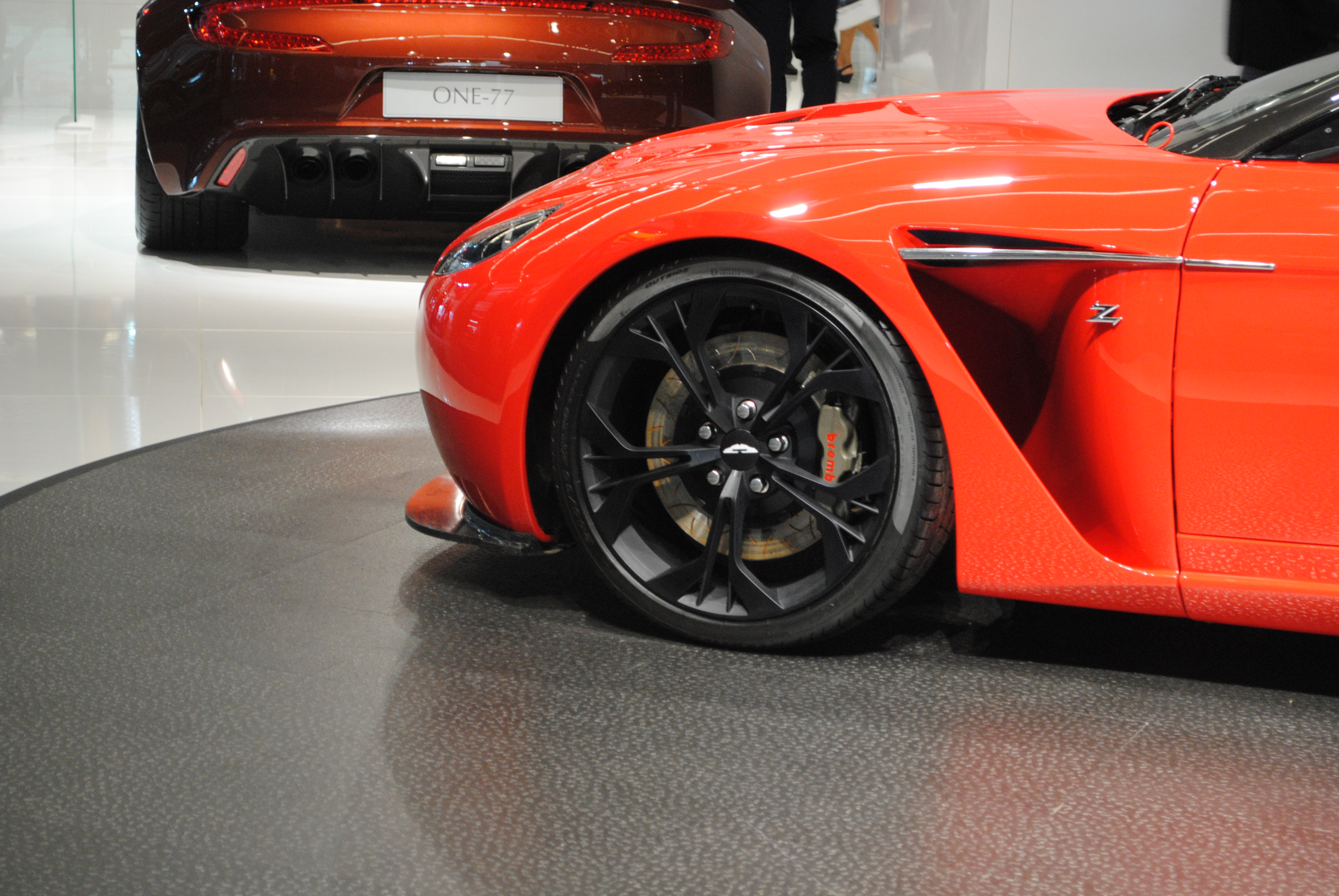
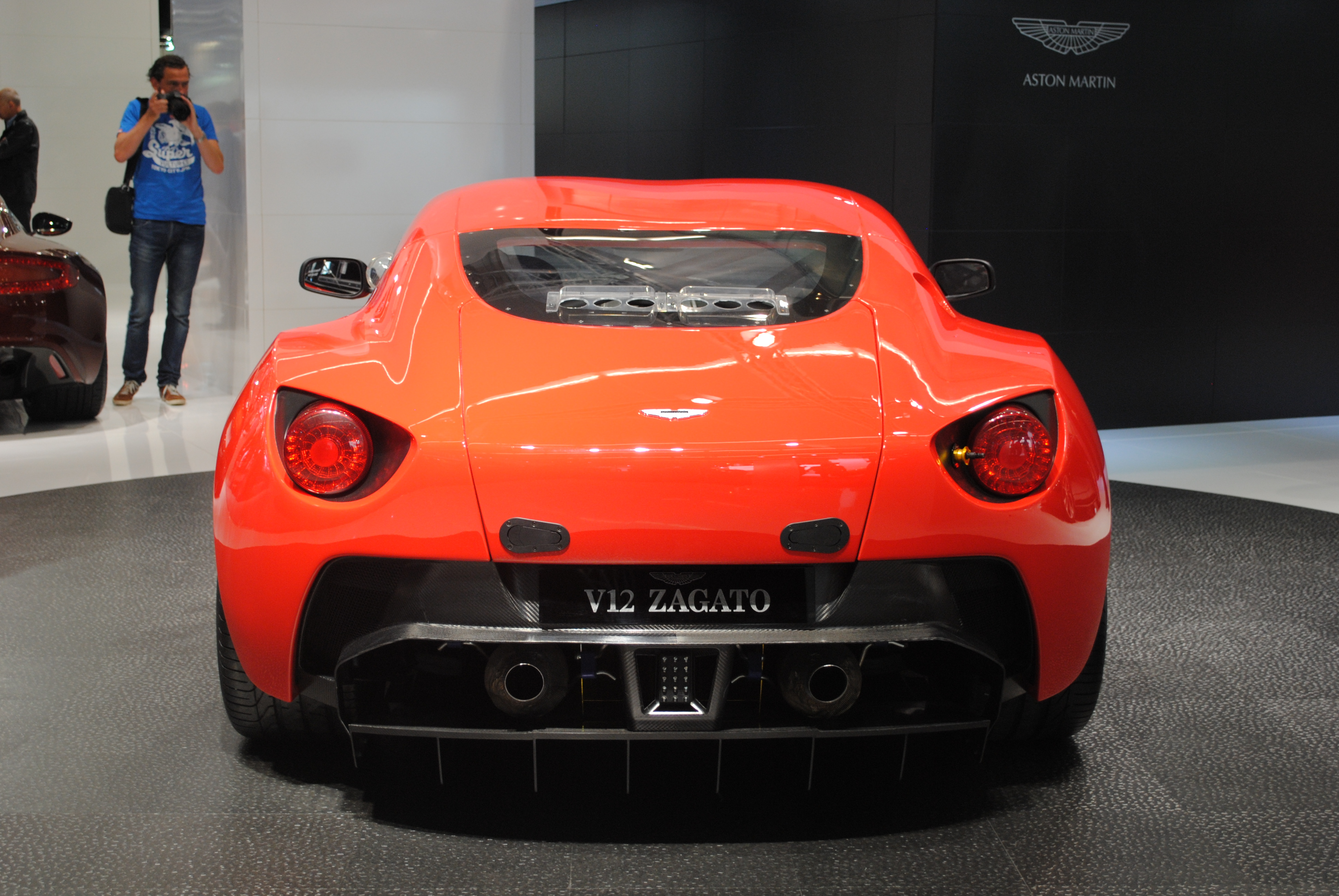

2012 Aston Martin V12 Stradale Zagato
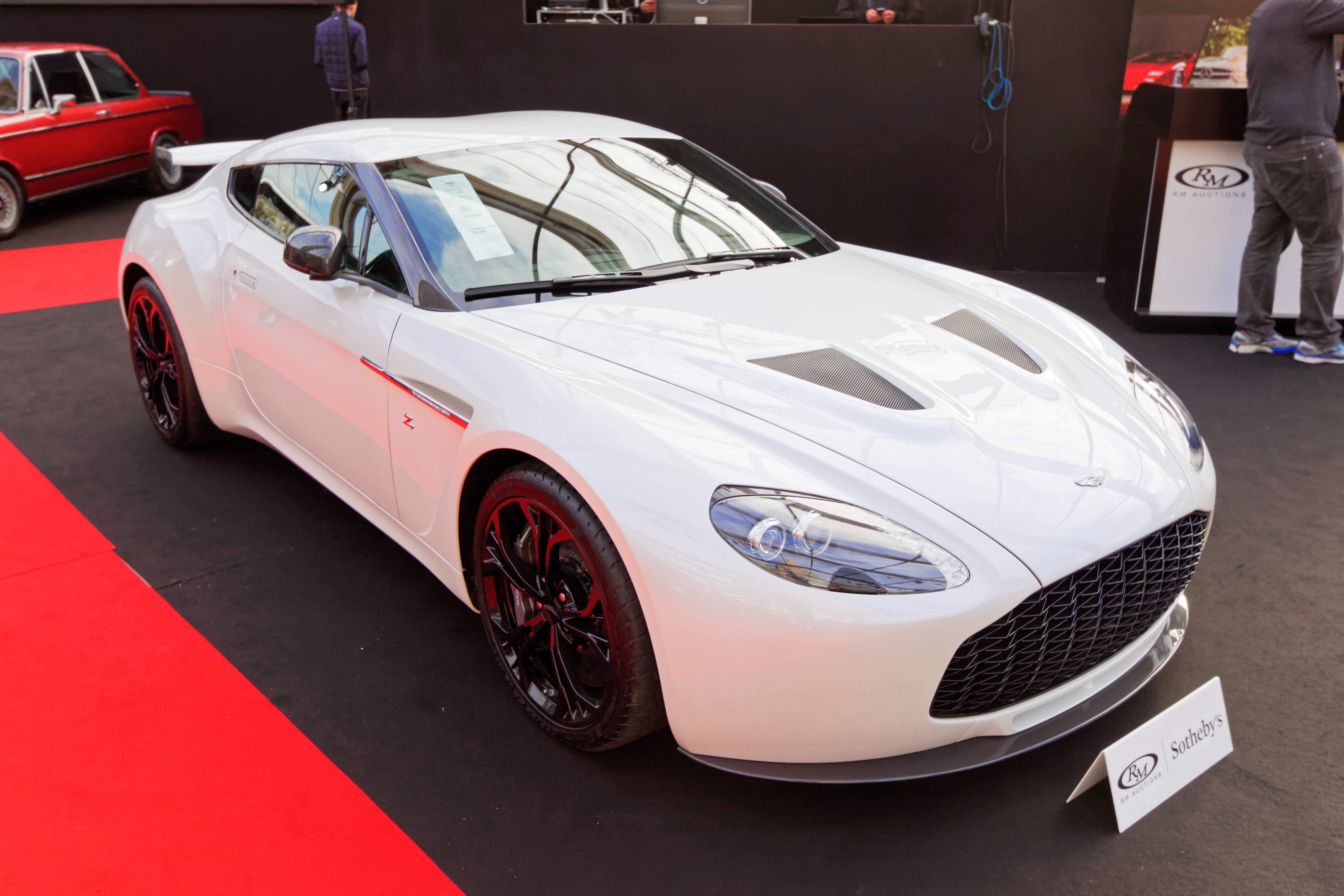
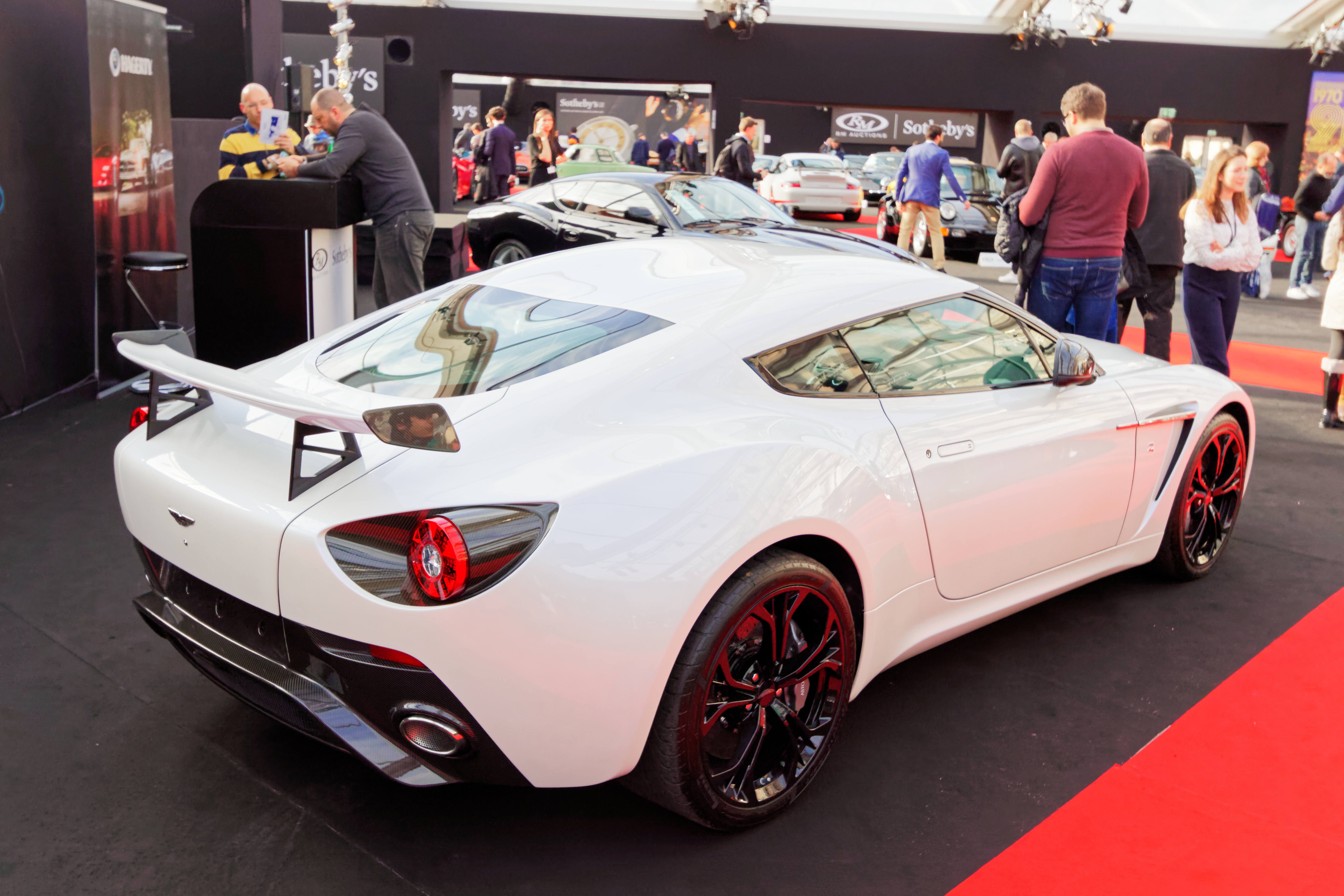